# Кюрис, Диана
Диана Кюрис (фр. Diane Kurys; род. 8 декабря 1948, Лион, Франция) — французская актриса, кинорежиссёр, сценарист и продюсер.

## Биография
Дочь еврейских эмигрантов из Советского Союза и Польши, первые годы она прожила в Лионе, где родители осели после возвращения из концлагерей. Её отец, Мотл Курис (1911—?), происходил из Владимира-Волынского, позже жил в Варшаве и в 1928 году переехал в Париж; с 1939 года служил во французской армии в Алжире и Марокко. После демобилизации в 1942 году он был арестован как иностранный подданный еврейского происхождения и депортирован в концентрационный лагерь под Лиможем, откуда бежал в зону итальянской оккупации и скрывался с женой до 1944 года под поддельными документами в деревне возле Генуи. Мать, Лена Винтер (1921—?), покинула Ростов с родителями в 1929 году и до 1942 года жила в Антверпене. В августе 1942 года она была депортирована в концентрационный лагерь Гюрс, потом в Ривзальт, откуда бежала и присоединилась к мужу в Италии (они познакомились в концлагере). В июне 1944 года им удалось пересечь Альпы и добраться до Швейцарии. Истории родителей был впоследствии посвящён автобиографический фильм Дианы Кюрис «Ради женщины» (2013).
Когда ей было шесть лет, её родители разошлись. Этот развод сильно повлиял на девочку и послужил впоследствии источником сценариев для нескольких её фильмов. После этого события её мать решает переехать в Париж вместе с дочерьми. В 1964 году Диана Кюрис знакомится с Александром Аркади, став его женой и музой. В этом браке родился сын Яша Кюрис (фр. Yacha Kurys, ныне писатель, известный под псевдонимом Саша Сперлинг). После работы в качестве комедийной актрисы в 70-х годах она обращается к главной цели своего творчества — режиссуре, которой остаётся верна до настоящего времени.
В 1976 г. она пишет автобиографический роман, который в следующем году превращается в сценарий фильма «Мятная содовая», события которого происходят в 1963 году. Этот фильм стал настоящим эпохальным событием, являясь одним из первых «поколенческих» фильмов. В этом фильме проявился талант Дианы Кюрис как художника, описывающего чувства и устремления своих персонажей с тонким реализмом и оптимизмом. Наряду с Одиль Мишель и Элеонорой Кларвайн в фильме снимались Анук Фержак, Ив Ренье, Цилла Челтон, Доминик Салаван, Франсуаза Бертен, Марта Вильялонга, Дора Долл и др. Песню к фильму написал Ив Симон. Фильм получил премию Луи Деллюка в 1977 г.
В 1980 г. выходит «Коктейль Молотова»; в нём снялись Франсуа Клюзе, Элиза Карон и Филипп Леба.
В 1983 г. выходит фильм «Любовь с первого взгляда» с Миу-Миу, Изабель Юппер, Ги Маршаном и Жаном-Пьером Бакри. Этот фильм, основанный на семейных воспоминаниях Дианы Кюрис, описывает нравы, царившие в обществе в сороковых годах. Фильм завоёвывает международное признание, получает многочисленные призы на кинофестивалях, а в 1984 году номинируется на «Оскар» как лучший иностранный фильм.
К открытию 40-го Каннского фестиваля Диана Кюрис представляет фильм «Влюблённый мужчина» с Питером Койотом, Гретой Скакки, Клавдией Кардинале, Джемми Ли Кёртис и Венсаном Линдоном.
В 1990 г. выходит знаковый в режиссёрской деятельности Дианы Кюрис фильм «Такова жизнь», в котором участвуют Натали Бей, Ришар Берри, Венсан Линдон, Забу, Жан-Пьер Бакри и Эмманюэль Буадрон.
Спустя два года выходит фильм «После любви», в котором снялись Изабель Юппер, Бернар Жиродо и Ипполит Жиродо, а потом — «Шесть дней, шесть ночей», участвовавший в программе 51-го Венецианского кинофестиваля с Анной Парийо, Беатрисой Даль и Патриком Ориньяком.
В 1999 г. она снимает костюмную драму с Жюльеттой Бинош и Бенуа Мажимелем «Дети века», повествующую об отношениях между Жорж Санд и Альфредом де Мюссе.
Её девятый фильм выходит в 2003 году — «Я остаюсь!» с Софи Марсо, Шарлем Берлингом, и Венсаном Пересом.
В 2005 году выходит «День рождения»; в нём снялись Ламбер Вильсон, Пьер Пальмад, Жан-Юг Англад, Антуан Дюлери, Мишель Лярок, Зоя Феликс, Филипп Ба.
Четыре года спустя она снимает байопик, посвящённый Саган, образ которой воплотила Сильви Тестю. Здесь играют Дени Подалидес, Пьер Пальмад, Жанна Балибар, Гийом Гальен и Ариэль Домбаль.
В 2013-м г. выходит фильм «Ради женщины», снятый в Лионе летом 2012 года. В нём играют Мелани Тьерри, Бенуа Мажимель, Николя Дювашель, Клотильда Эсме, Жюли Ферье, Сильви Тестю и Дени Подалидес.

## Театральная сцена
- 1970 «Жарри на пригорке» по роману Альфреда Жарри, постановка  Жана-Луи Барро (театр Элизе-Монмартр)
- 1971 «Сон в летнюю ночь» Мишеля де Ре, постановка  автора (фестиваль в Везон-Ла-Ромен)
- 1972 «Виктор, или дети у власти» Роже Витрака, постановка Жана Бушо (театр комедии в Кане)
- 1973 «Скупой» Мольера, постановка  Жоржа Верлера
- 1974 «Владелец барабана» (?) Жана Пелегри, постановка Александра Аркади (театр Сюрена)

## Фильмография

### Актриса
- 1972 — «Малыши Аттилы» Жана-Пьера Бастиди
- 1973 — «Рыжик» Анри Грациани
- 1973 — «Бежит, бежит предместье» Жерара Пиреса
- 1974 — «Великие детективы» — прекрасная блондинка
- 1974 — «Свидание в сумерках» Жана Эрмана
- 1975 — «Отряды тигров» Виктора Вика (телесериал)
- 1975 — «Вызов»
- 1975 — «Дело Ламбера»
- 1975 — «Господа судьи» Андре Мишеля (телесериал)
- 1975 — «Отец Амабль» Клода Сантелли (ТВ, по Мопассану)
- 1976 — «Ф… как Фэрбэнкс» Мориса Дюгоусона
- 1976 — «Отель Балтимор» Аркади
- 1976 — «Казанова Феллини»
- 1977 — «Комиссар Мулен» Клауса Бидермана (телесериал)
- 1977 — «Мелкая лужа» Жака Требута.
- 1977 — «Последние минуты: Деревенские замки» (?) Ги Лессертисс.

### Режиссёр
- 1977 — «Мятная содовая» / Diabolo menthe
- 1980 — «Коктейль Молотова» / Cocktail Molotov
- 1983 — «Любовь с первого взгляда»
- 1987 — «Влюблённый мужчина»
- 1990 — «Такова жизнь» / La Baule-les-Pins
- 1992 — «После любви» / Après l’amour
- 1994 — «Шесть дней, шесть ночей» (в оригинале — «До безумия» À la folie)
- 1999 — «Дети века»
- 2003 — «Я остаюсь!»
- 2005 — «День рождения» / L’anniversaire
- 2006 — «Саган» / Sagan
- 2013 — «Ради женщины» / Pour une femme
- 2016 —  / Arrête ton cinéma !
- 2018 —  / Ma mère est folle (съёмочный период)

## Награды
- 1977 — Приз Луи Деллюка
- 1983 — Приз Фипресси на фестивале в Сан-Себастьяне за «Любовь с первого взгляда»
- 1983 — Приз национальной академии кино за «Любовь с первого взгляда»
- 1984 — Номинация на «Сезара» за лучший фильм и лучший сценарий за «Любовь с первого взгляда»
- 1987 — Номинация на Пальмовую ветвь на Каннском фестивале за «Влюблённого мужчину»